# Fílippos Sachinídis
Fílippos Sachinídis (grec moderne : Φίλιππος Σαχινίδης), né le 27 mars 1963, est un homme politique grec du Mouvement pour le changement. Élu sur la liste de son ancien parti PASOK, il est membre du Parlement hellénique de 2007 à 2014. En 2012, il occupe brièvement le poste de ministre des Finances dans le cabinet de coalition de Loukás Papadímos. 

### Jeunesse et éducation
Sachinídis naît au Canada de parents d'origine grecque en 1963 et grandit à Larisa. Il étudie l'économie à l’Université du Pirée et obtient sa maîtrise en économie le City College of New York. En 1994, il reçoit un Ph.D. de l’Université de Manchester au Royaume-Uni. 

### Carrière
Sachinídis est économiste à la Banque nationale de Grèce et est conseiller économique du Premier ministre grec Costas Simitis de 2000 à 2004. En 2007, Sachinídis est élu sur la liste du Mouvement socialiste panhellénique (PASOK) pour représenter la circonscription de Larissa au Parlement hellénique. Il est réélu en 2009 et deux fois en 2012. 
Après la victoire du PASOK aux élections nationales de 2009, il est nommé vice-ministre des Finances sous Giórgos Papakonstantínou. Le 17 juin 2011, Sachinídis est nommé ministre suppléant des finances sous la direction d’Evángelos Venizélos. Lorsque Venizélos démissionne le 21 mars 2012, Sachinídis devient ministre des Finances sous le Premier ministre Loukás Papadímos, jusqu'au 17 mai 2012
Le 3 janvier 2015, il est annoncé que Sachinídis se joindrait à l'ancien Premier ministre Papandréou pour quitter le PASOK et fonder le nouveau Mouvement des socialistes démocrates. Sachinídis et George Petalotis sont nommés représentants des médias du nouveau parti
Sachinídis est membre du Mouvement pour le changement depuis sa création. 

### Vie privée
Sachinídis est marié à Ránia Karageórgou. Le couple a un fils, Dimítris. 